# آسیاب بادی همت‌آباد
بقایای آسیاب بادی همت‌آباد مربوط به دوره قاجار است و در شهرستان شیراز، بخش ارژن دهستان قره چمن، شمال غرب روستای همت‌آباد واقع شده و این اثر در تاریخ ۳۰ بهمن ۱۳۸۶ با شمارهٔ ثبت ۲۰۸۶۹ به‌عنوان یکی از آثار ملی ایران به ثبت رسیده است.